# 板橋マダムス
『板橋マダムス』（いたばしマダムス）は、1998年10月14日から12月16日まで毎週水曜日22:00 - 22:54にフジテレビ系で放送された日本のテレビドラマ。

## 概要
原作は青沼貴子の漫画である『ママはぽよぽよザウルスがお好き』で登場する母親たちを中心に描くスピンオフ作品に当たる。
毎回エンディングのタイトルバックでNGシーンが放送された。
第3話に貴子のOL時代の制服でドラマ『ショムニ』の制服が登場した。
放送終了後、ビデオソフト化はされなかったが2013年2月1日よりフジテレビ On Demandにて全話有料動画配信を開始した。

## あらすじ
都営板橋住宅に引っ越してきた青沼貴子（演・櫻井淳子）は、通称「板橋マダムス」のメンバー清水麻美、白雪春菜、国立真紀、花園しほりに出会い、本音に正直に生きる「板橋マダムス」の仲間入りをする。マダムスたちの家庭内のゴタゴタや、幼稚園、パート先のスーパーのピンチやトラブルなどをコミカルに描く。

## キャスト

### 主要キャスト
青沼貴子 - 櫻井淳子
主人公。強くものを言えない気弱な主婦で、押しの強いマダムスに圧倒されながらも次第に交流を深め、主婦の楽しみを知りたくましくなっていく。元OL。
清水麻美 - 高樹沙耶
おせっかいな面はあるが、マダムスのリーダー的存在。元婦人警官。
白雪春菜 - 辺見えみり
ヤンキー上がりのため、すぐに突っかかる癖がある。元暴走族。
国立真紀 - 奥貫薫
おっとり系。ちゃっかり者の面もある。元コンパニオン。
花園しほり - 宮地雅子
ハッキリものを言う性格で、しっかり者。夫はアメリカ人のマイケル。元キャビンアテンダント。
亀山先生 - 田口浩正
さくら幼稚園の保育士。ひとみ先生に想いを寄せている。
ひとみ先生 - 大石恵
さくら幼稚園の保育士。
なおこ先生 - 谷あい
さくら幼稚園の保育士。
相原奈津美 - 涼風真世
さくら幼稚園の園長。ボランティア精神に溢れている。
堀之内貴史 - 相島一之
スーパー桜田門の主任。金髪外国人美女が好き。
長島店長 - 寺脇康文
スーパー桜田門の店長。バツイチ。さくら幼稚園園長・相原奈津美に想いを寄せている。
青沼耕平 - 高橋克実
貴子の夫。貴子から「ダーリン」と呼ばれている。
青沼リュウ - 谷野欧太
貴子と耕平の息子。
青沼アン - 山本真亜子
貴子と耕平の娘。
清水いち - 内藤拓磨
麻美の息子。
白雪ヒメ子 - 村上結基枝
春菜の娘。
国立ゆう - 池田仁
真紀の息子。
花園さあや - 斉藤みやび
しほりとマイケルの娘。
長島健太郎 - 備瀬貴之
長島店長の息子。

### ゲスト
第1話
- 金原（きんばら）茂夫 - 庄司永建

第2話
- 捨て子の母・奈緒美 - 渡辺美奈代

第3話
- ひとみ先生の父 - 河原さぶ
- 川原審査員 - 坂本あきら

第4話
- しほりの父・花園重太郎 - 綿引勝彦
- しほりの夫・花園マイケル - セイン・カミュ（7話）

第5話
- 演歌歌手・春雨忍 - 高橋由美子
- 中川マネージャー - 伊藤俊人

第6話
- 中野美由紀 - 細川直美
- アキオ - 木村靖司

第7話
- 宏次郎 - 大沢樹生
- 中松 - 市川勇

第8話
- 長島店長の元妻・鍋島のぞみ - 伊藤かずえ

第9話
- 安井徳次郎 - 仲谷昇
- 借金取りの親分 - 石井愃一
- 骨董品屋店主 - 久保晶

第10話
- 耕平の会社の専務 - 藤田宗久
- 白川一郎 - 山崎一
- 自治会長・赤堀美代子 - 絵沢萌子

## スタッフ
- 企画 - 清水賢治、瀧山麻土香
- 原案 - 青沼貴子「ママはぽよぽよザウルスがお好き」
- 脚本 - 橋本裕志
- 音楽 - 佐橋俊彦
- テーマ曲
  - 主題歌「Peach!!」福山雅治（BMGジャパン）　
  - 挿入歌「Miss You ～忘れないで～」八反安未果（ポニーキャニオン）
- プロデュース - 関口静夫
- 演出 - 河野圭太、平野眞、土方政人
- 制作 - フジテレビ、共同テレビ

## 放送日程
| 第1話                                                        | 1998年10月14日 | 離婚促進委員会           | 河野圭太 | 9.1% |
| 第2話                                                        | 1998年10月21日 | お金はないけど、遊園地   | 河野圭太 | 7.0% |
| 第3話                                                        | 1998年10月28日 | どん底スーパーVS節約奥様 | 平野眞   | 9.3% |
| 第4話                                                        | 1998年11月4日  | 懸賞魂奥様クイズで10万円 | 平野眞   | 9.3% |
| 第5話                                                        | 1998年11月11日 | 才能は5才までの親次第!?  | 平野眞   | 8.7% |
| 第6話                                                        | 1998年11月18日 | ラブ・ストーリーは突然に | 河野圭太 | 9.1% |
| 第7話                                                        | 1998年11月25日 | スター誕生めざせ人妻の星 | 平野眞   | 8.6% |
| 第8話                                                        | 1998年12月2日  | 地球に優しく、夫に厳しく | 河野圭太 | 8.0% |
| 第9話                                                        | 1998年12月9日  | 団地内奥様お宝鑑定団!!   | 土方政人 | 7.7% |
| 最終話                                                       | 1998年12月16日 | 超豪華!!一戸建てにお引越 | 河野圭太 | 8.7% |
| 平均視聴率：8.55％（視聴率は関東地区・ビデオリサーチ社調べ） |                |                          |          |      |